# 郭仲南
郭仲南（1406年—1462年），字仲南，浙江金華府蘭谿縣人，民籍。明朝政治人物。同進士出身。

## 生平
正統三年（1438年）戊午科浙江鄉試第三十九名。正統四年（1439年）聯捷己未科會試第二十四名，殿試登進士第三甲第五十四名。景泰三年（1452年），以禮部行人司行人，出使安南國。

## 家族
曾祖父郭文中。祖父郭明德。父亲郭叔榮。